# Ritratto di Hieronymus Holzschuher
Il Ritratto di Hieronymus Holzschuher è un dipinto a olio su tavola di tiglio (48x36 cm) di Albrecht Dürer, siglato e datato 1526, e conservato nella Gemäldegalerie di Berlino. In alto si legge l'iscrizione HIERONIMOS HOLTZSHVER ANNO DO[MI]NI 1526 ETATIS SVE 57.

## Storia
L'opera venne eseguita a Norimberga, lo stesso anno che il pittore ritrasse anche Johann Kleberger e Jakob Muffel. Hieronymus Holzschuher era un patrizio di Norimberga, senatore e septemviro della città, nato in una famiglia nobile e altolocata.
Le analoghe dimensioni della tavola di Jakob Muffel farebbero pensare che le due opere fossero state dipinte per qualche occasione ufficiale ed essere esposte in una sala pubblica del municipio cittadino. 
Il ritratto fu di proprietà della famiglia fino al 1884. L'assenza di restauri impropri ha determinato oggi il perfetto stato di conservazione, con una strabiliante leggibilità di tutti i dettagli che Dürer curava minuziosamente, come la barba bianca ritratta pelo per pelo.

## Descrizione e stile
Il protagonista è ritratto a mezzo busto di tre quarti voltato a sinistra con gli occhi che guardano verso lo spettatore, su uno sfondo neutro, di colore grigio. Il carattere ufficiale dell'opera è sottolineato dal taglio statuario e dai bordi che lasciano poco spazio attorno all'effigie.
Indossa un ampio collo di pelliccia su una giubba scura ed ha uno sguardo orgoglioso e sicuro, a differenza di quello distaccato e perso nel vuoto di Jakob Muffel: il contrasto fu sicuramente voluto poiché Dürer conosceva bene i due personaggi, suoi concittadini, ed essi erano anche amici tra loro. 
L'accuratezza della resa dei dettagli non compromette comunque il vigore dell'insieme, né l'energià psicologica che scaturisce dalla figura.
Sul resto della tavola si trovano gli stemmi delle famiglie Holzschuher e Münzer entro un'elaborata composizione araldica tra due rami di alloro, secondo le consuetudini dell'epoca.